# فرودگاه صحرایی فیرفیلد
فرودگاه صحرایی فیرفیلد (به انگلیسی: Fairfield Airport) یک فرودگاه همگانی بهره‌برداری هوایی است که یک باند فرود آسفالت دارد و طول باند آن ۱۱۵۸ متر است. این فرودگاه در کشور ایالات متحده آمریکا قرار دارد و در ارتفاع ۱۲۱۶ متری از سطح دریا واقع شده است.